# 山田順彦
山田 順彦（やまだ よりひこ、1933年1月18日 - 1997年1月24日）は日本映画のプロデューサー。

## 経歴
1955年に慶應義塾大学文学部を卒業と同時に東宝に入社、文芸部配属。1965年より製作担当者。1967年にプロデューサーに昇格。1969年に契約者となる。1981年に契約が切れフリープロデューサーとなる。小寺朝名義で脚本や原作を手がけることもある。（共同脚本＝『育ちざかり』『死ぬにはまだ早い』『娘ざかり』、原作＝『年ごろ』『縄と乳房』)

## 製作担当者
- 1965年 - 『フランケンシュタイン対地底怪獣』
- 1966年 - 『無責任清水港』『クレージーだよ奇想天外』『クレージーだよ 奇想天外』『お嫁においで』『てなもんや東海道』
- 1967年 - 『クレージーだよ天下無敵』

## プロデュース作
- 1967年 - 『でっかい太陽』『育ちざかり』『燃えろ！太陽』
- 1968年 - 『年ごろ』『砂の香り』『燃えろ！青春』
- 1969年 - 『死ぬにはまだ早い』『娘ざかり』
- 1970年 - 『蝦夷館の決闘』『豹は走った』
- 1971年 - 『二人だけの朝』
- 1972年 - 『にっぽん三銃士 おさらば東京の巻』
- 1973年 - 『にっぽん三銃士　博多帯しめ一本どっこの巻』
- 1974年 - 『しあわせ』『三婆』
- 1975年 - 『動脈列島』
- 1977年 - 『アラスカ物語』『HOUSE ハウス』
- 1979年 - 『黄金のパートナー』『関白宣言』
- 1981年 - 『蔵の中』
- 1982年 - 『赤いスキャンダル 情事』
- 1983年 - 『時をかける少女』